# USS LST-575
O USS LST-575 foi um navio de guerra norte-americano da classe LST que operou durante a Segunda Guerra Mundial.